# Pomatorhinus horsfieldii
A Pomatorhinus horsfieldii a madarak osztályának verébalakúak (Passeriformes) rendjébe és a timáliafélék (Timaliidae) családjába tartozó faj.

## Rendszerezése
A fajt William Henry Sykes skót zoológus írta le 1832-ben.

## Alfajai
- Pomatorhinus horsfieldii horsfieldii Sykes, 1832
- Pomatorhinus horsfieldii maderaspatensis Whistler, 1936
- Pomatorhinus horsfieldii obscurus Hume, 1872
- Pomatorhinus horsfieldii travancoreensis Harington, 1914[2]

## Előfordulása
Dél-Ázsiában, India területén honos. Természetes élőhelyei a szubtrópusi és trópusi síkvidéki és hegyi esőerdők, valamint cserjések. Állandó, nem vonuló faj.

## Megjelenése
Testhossza 22 centiméter, testtömege 33-53 gramm.
|  |

## Természetvédelmi helyzete
Az elterjedési területe rendkívül nagy, egyedszáma pedig növekszik. A Természetvédelmi Világszövetség Vörös listáján nem fenyegetett fajként szerepel.